# Морганвил (Канзас)
Морганвил (енгл. Morganville) град је у америчкој савезној држави Канзас.

## Демографија
По попису из 2010. године број становника је 192, што је 6 (-3,0%) становника мање него 2000. године.
| Група             | 2000.       | 2010.       |
| Белци             | 191 (96,5%) | 183 (95,3%) |
| Афроамериканци    | 0 (0,0%)    | 2 (1,0%)    |
| Азијати           | 0 (0,0%)    | 0 (0,0%)    |
| Хиспаноамериканци | 2 (1,0%)    | 5 (2,6%)    |
| Укупно            | 198         | 192         |